# Colle Atollo
Colle Atollo (Montagnola Santa Rosalia nella cartografia IGM) è una piccola collina, si trova ai piedi del monte Billiemi, alle spalle della pianura di Palermo, la Conca d'oro. Fa parte del quartiere San Giovanni Apostolo ed è alta circa 100 m s.l.m. La roccia che lo compone è di origine calcarea.
Il particolare nome deriva dalla sua forma, è infatti rotondo come gli atolli polinesiani. Il colle presenta alla sua estremità, considerato il panorama della città di Palermo che offre, molte ville sorte negli anni ottanta.